# Élections municipales salvadoriennes de 2024
Les élections municipales salvadoriennes de 2024 se déroulent le 3 mars 2024 afin d'élire les membres des conseils municipaux du Salvador. Une élection présidentielle et des élections législatives ont lieu un mois plus tôt.

## Contexte

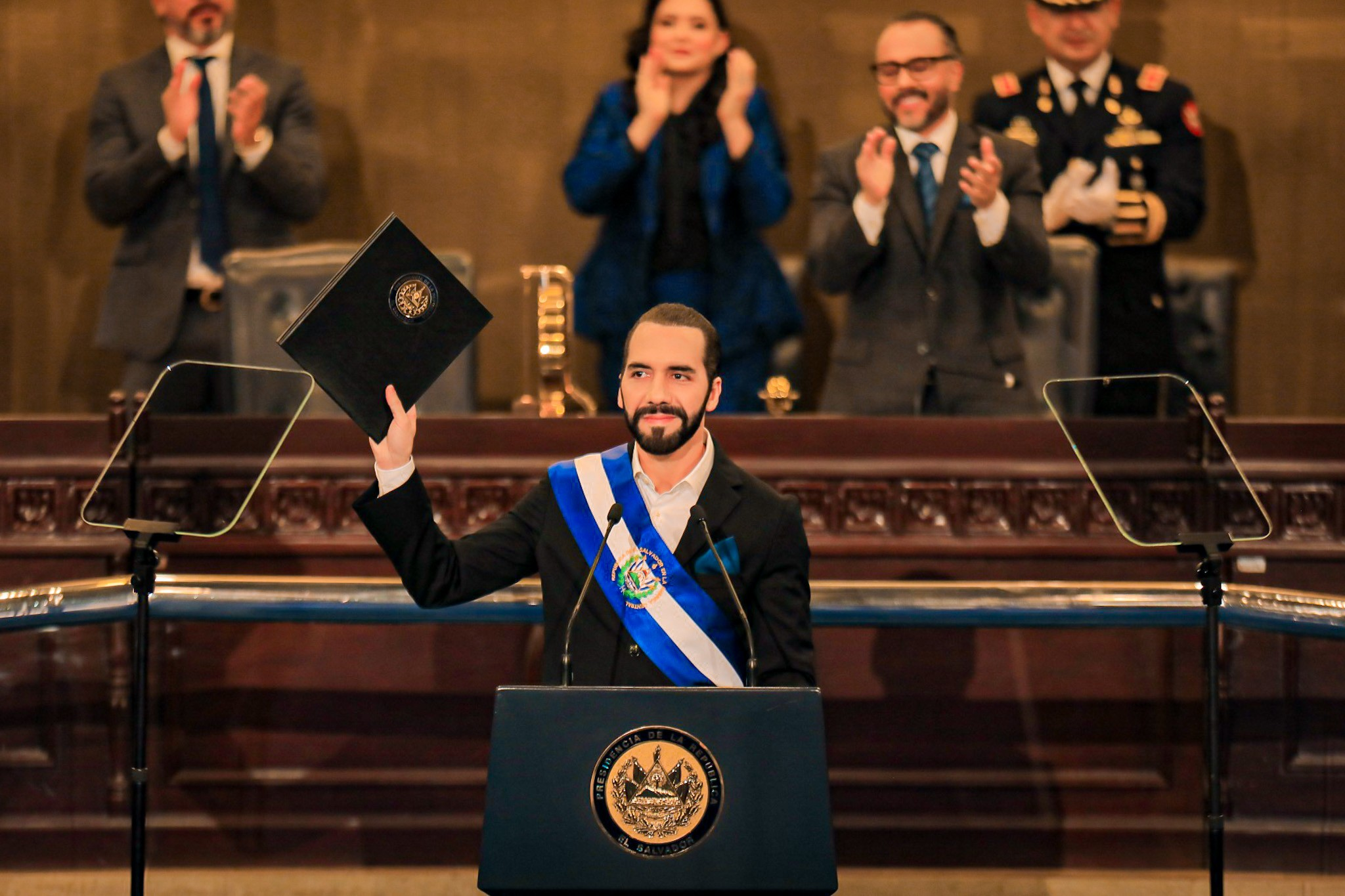
Nayib Bukele présentant à l'assemblée le projet de loi

Carte des 262 municipalités avant la réforme

Carte des 44 municipalités après la réforme

Il s'agit des premières élections municipales depuis la réduction de 262 à 44 du nombre de municipalités, entreprise en 2023 par le président Nayib Bukele. Il annonce son intention de mettre en œuvre cette réforme dans un tweet le 30 décembre 2022, dans lequel il juge « absurde » que les 21 000 Km2 du pays soient divisés en 262 municipalités, et propose de réduire ce chiffre à 50. L'introduction de ce changement conduit en parallèle le gouvernement à proposer de réduire le nombre de sièges composant l'assemblée législative, jusqu'alors de 84. Le projet de loi soumis à l'assemblée le 1er juin 2023 réduit finalement à 44 le nombre de municipalités, et à 60 celui des sièges de députés, soit leur nombre avant la signature des Accords de paix de Chapultepec en 1992. Décrié par l'opposition qui voit dans cette fusion des circonscriptions une tentative de gerrymandering, la loi est votée le 7 juin suivant,,. Le président défend la loi en avançant qu'elle permettra des économies de budget et une répartition plus équitable des impôts locaux. Il rejette notamment les critiques de l'opposition concernant le retour à 60 députés en accusant les gouvernements sortants de n'avoir rien fait d'autres des accords — qu'il qualifie de farce — à part cette augmentation qui les bénéficiait à leurs membres. Le changement est ainsi mis en oeuvre en 2024 aux élections municipales et aux législatives,.